# Basse-Normandie
Basse-Normandie (nedre Normandie) var en fransk administrativ region, som bildades 1956, när den traditionella regionen Normandie delades upp i Haute-Normandie (övre Normandie) och Basse-Normandie. Regionen är belägen i norra Frankrike, vid kusten mot Engelska kanalen. Regionhuvudstad var Caen. År 2016 förenades de båda regionerna på nytt till regionen Normandie.

## Geografi
Basse-Normandie, som har en yta om 17 589 km², utgörs av tre departement: Calvados, Manche och Orne. Floden Seines strand utgör regionens östra gräns mot Haute-Normandie, i norr är gräns mot Storbritannien och Kanalöarna, i sydväst mot Bretagne, i söder Pays de la Loire och i sydöst Centre-Val de Loire. I nordväst ligger halvön Cotentin. Franska är officiellt språk, men här talas även normandiska.
Kända städer i regionen är bland annat Caen, Alençon och Lisieux. Bayeux ligger i regionen, känd för Bayeuxtapeten. Ön Mont Saint-Michel är en av de öar som tillhör regionen.

## Historia
Den traditionella provinsen Normandie, med en sammanhängande historia tillbaka till 900-talet, delades under 1950-talet i två regioner. Under romersk tid utgjordes området av flera stadsstater. Under 1600-talet skedde en utgrävning av Vieux-la-Romaine när flera byggnader avtäcktes, och det framkom att Caenregionen varit mycket blomstrande. Under 400-talet erövrades regionen av frankerna.
Normandinvasionen på 800-talet ödelade regionen. En stor del av territoriet som utgör dagens region, ingick i hertigdömet Normandie från och med 900-talet. Vilhelm erövraren från Normandie intog England 1066.
1106 tillföll Normandie huset Plantagenet. Ungefär hundra år senare erövrades regionen av Philippe Auguste. Under hundraåriga kriget annekterades regionen av England. 1436-1450 återtog Frankrike regionen, och från och med 1468 lydde området fullständigt under franska kronan.
Basse-Normandie var skådeplatsen för Operation Overlord under andra världskriget. Under D-dagen landsteg de allierade i Frankrike via stränderna i Calvados. Basse-Normandie led svårt under andra världskriget, och flera städer och mindre orter förstördes under slaget om Normandie.

## Ekonomi
Basse-Normandies ekonomi bygger i stor utsträckning på jordbruk, textiler och fruktodling. I regionen tillverkas större delen av Frankrikes ciderproduktion, turism , smör och färskost. Regionen är också känd för sin omfattade hästavel.